# Shetland (tessuto)

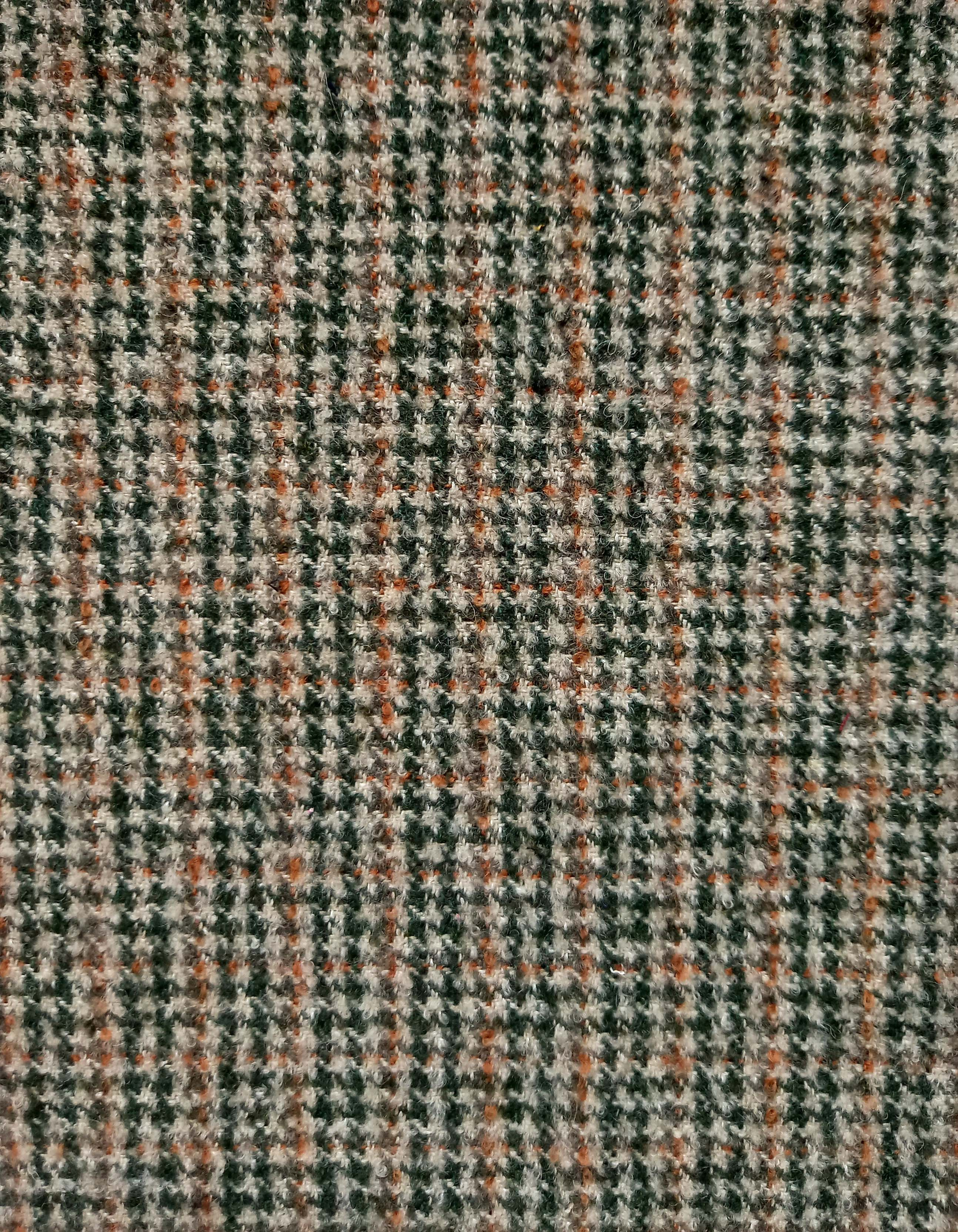
Tessuto Shetland

Lo Shetland è un tessuto di lana pregiato, leggero e morbido, che combina tradizione artigianale con prestazioni moderne.
La sua capacità di trattenere il calore, la resistenza e la versatilità lo rendono una scelta ideale per capi d'abbigliamento e tessuti per varie occasioni, offrendo comfort, stile e durabilità.

## Descrizione
Può essere realizzato con armatura diagonale (saia), batavia o spina, utilizzando il filato proveniente dalle isole Shetland, può essere in tinta unita o presentare affascinanti motivi scozzesi. La sua superficie presenta una garzatura, i peli lunghi e appiattiti del tessuto nascondono l'aspetto dell'intreccio, conferendo al tessuto una sensazione morbida al tatto.

## Caratteristiche
Inizialmente concepito per l'abbigliamento maschile, il tessuto Shetland è diventato popolare anche nel settore della moda femminile.
Spesso si trova in eleganti tonalità pastello, che definiscono con raffinatezza e femminilità i tailleur "tipo Chanel". Questi completi possono essere impreziositi con passamanerie e bottoni dorati, aggiungendo dettagli di lusso.
Il tessuto Shetland incarna un'aura di compostezza e fantasia che richiama l'eleganza dei gentiluomini di un tempo.

## Curiosità
Un esempio iconico di questa allure è rappresentato dall'attore Cary Grant nella celebre scena del film "Il Gatto". L'attore si trova sulla spiaggia di Nizza, seduto su una decappottabile bianca accanto a Grace Kelly, indossando una giacca azzurra realizzata in tessuto Shetland. Questo tocco di composta vanità maschile aggiunge ulteriore fascino alla scena.